# Colorimeter
Een colorimeter is een apparaat dat wordt gebruikt om de absorptie van licht van een bepaalde oplossing te meten. De lichtabsorptie is dan te meten bij verschillende golflengtes van licht (= verschillende kleuren). De meest gebruikte toepassing van de colorimeter is aan de hand van de lichtabsorptie (of bij sommige colorimeters lichttransmissie) en met behulp van een verdunningsreeks de concentratie van een bepaalde oplossing te achterhalen. Verschillende chemische stoffen absorberen verschillende golflengtes licht. De absorptie en de concentratie staan dan ook rechtstreeks in verhouding met elkaar.